# Sveti Đorđe
L'illa Sveti ĐorđeSveti Dorde o Sveti Juraj (en montenegrí "Illa de Sant Jordi") és un dels dos illots de la costa de Perast a la badia de Kotor, Montenegro (l'altre és Gospa od Škrpjela). A diferència de Gospa od Škrpjela, és una illa natural. Una petita acció militar hi va tenir lloc durant el setge de Cattaro el 14 d'octubre de 1813 quan l'illa, controlada per França, va ser capturada per una força naval britànica i siciliana. L'illa compta amb el monestir benedictí de Sant Jordi, construït al segle XII, i l'antic cementiri de l'antiga noblesa de Perast i de més lluny, de tota la badia de Kotor. Podria haver estat una inspiració per a la pintura Illa dels morts.

## Galeria

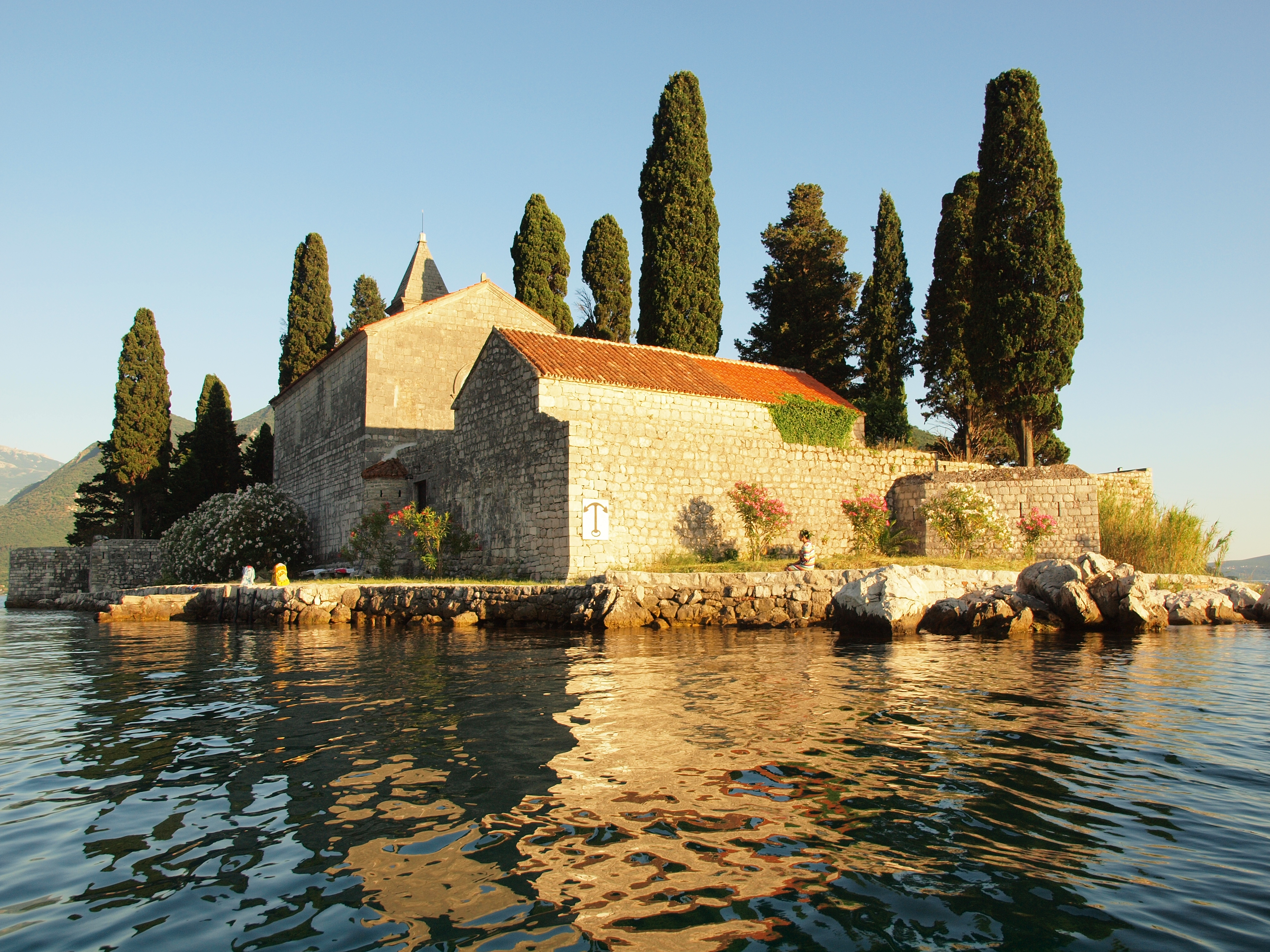
Vista del monestir.
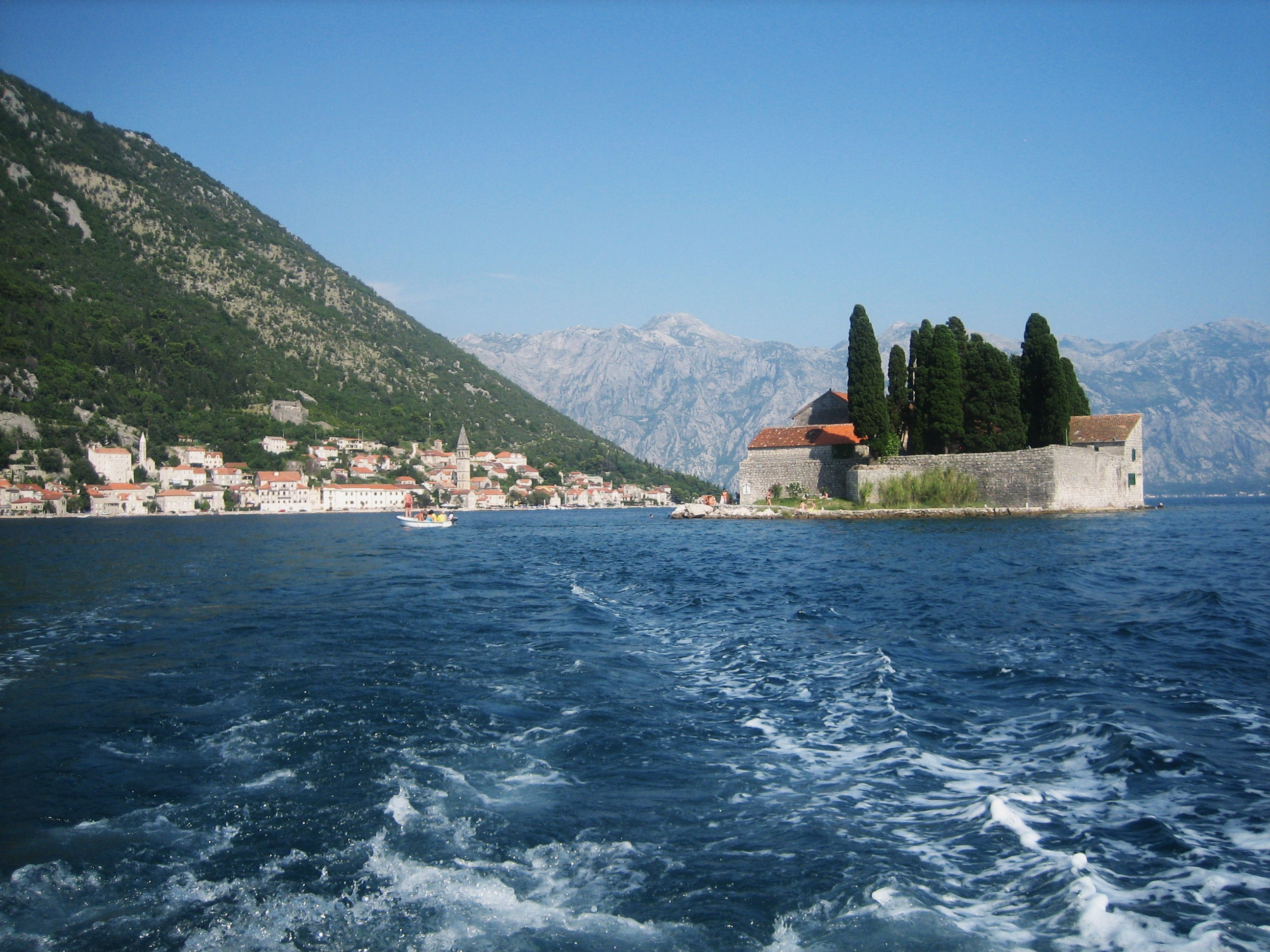
Illot Sveti Dorde.
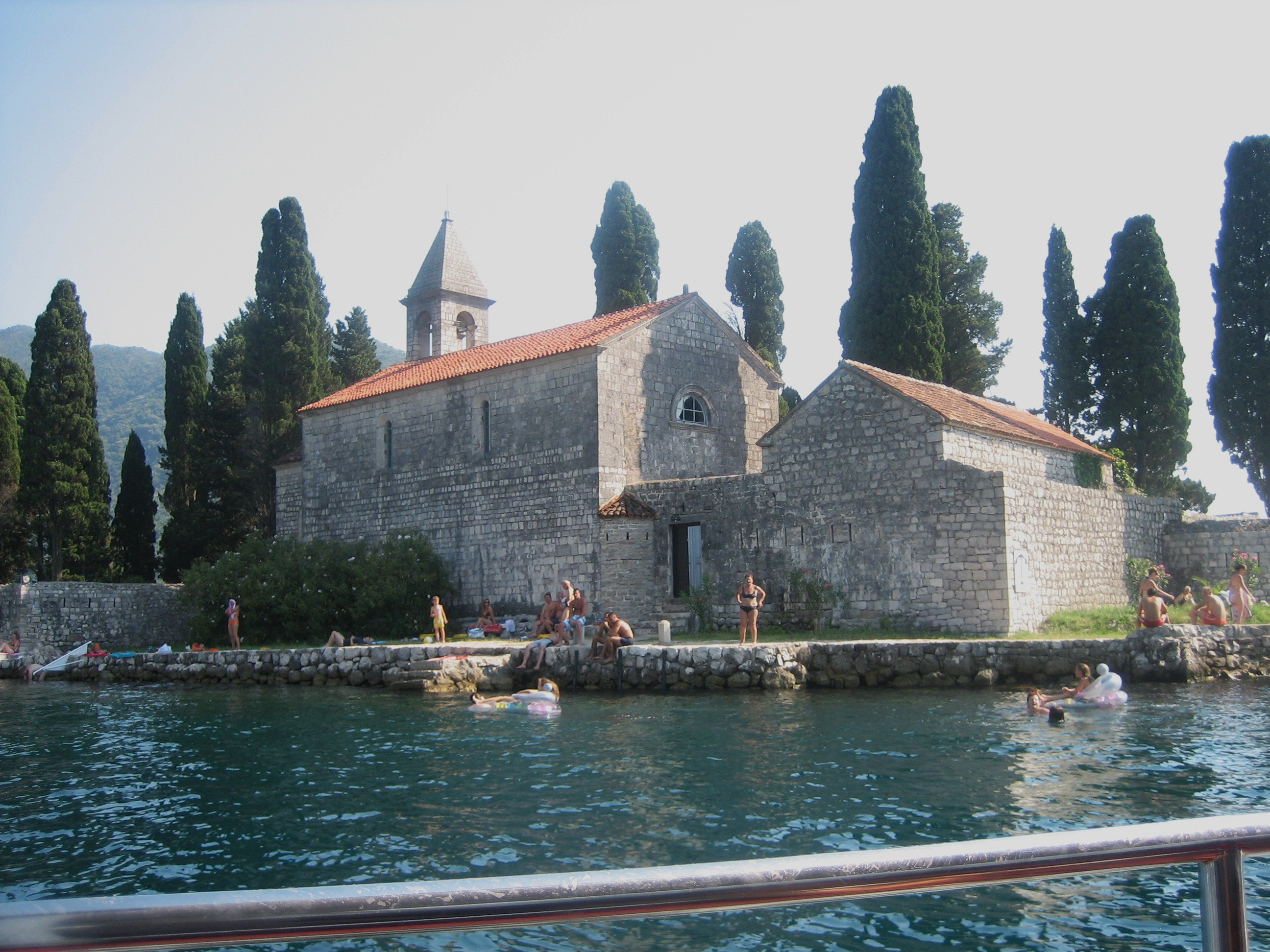
Entrada al monestir de Sant Jordi.
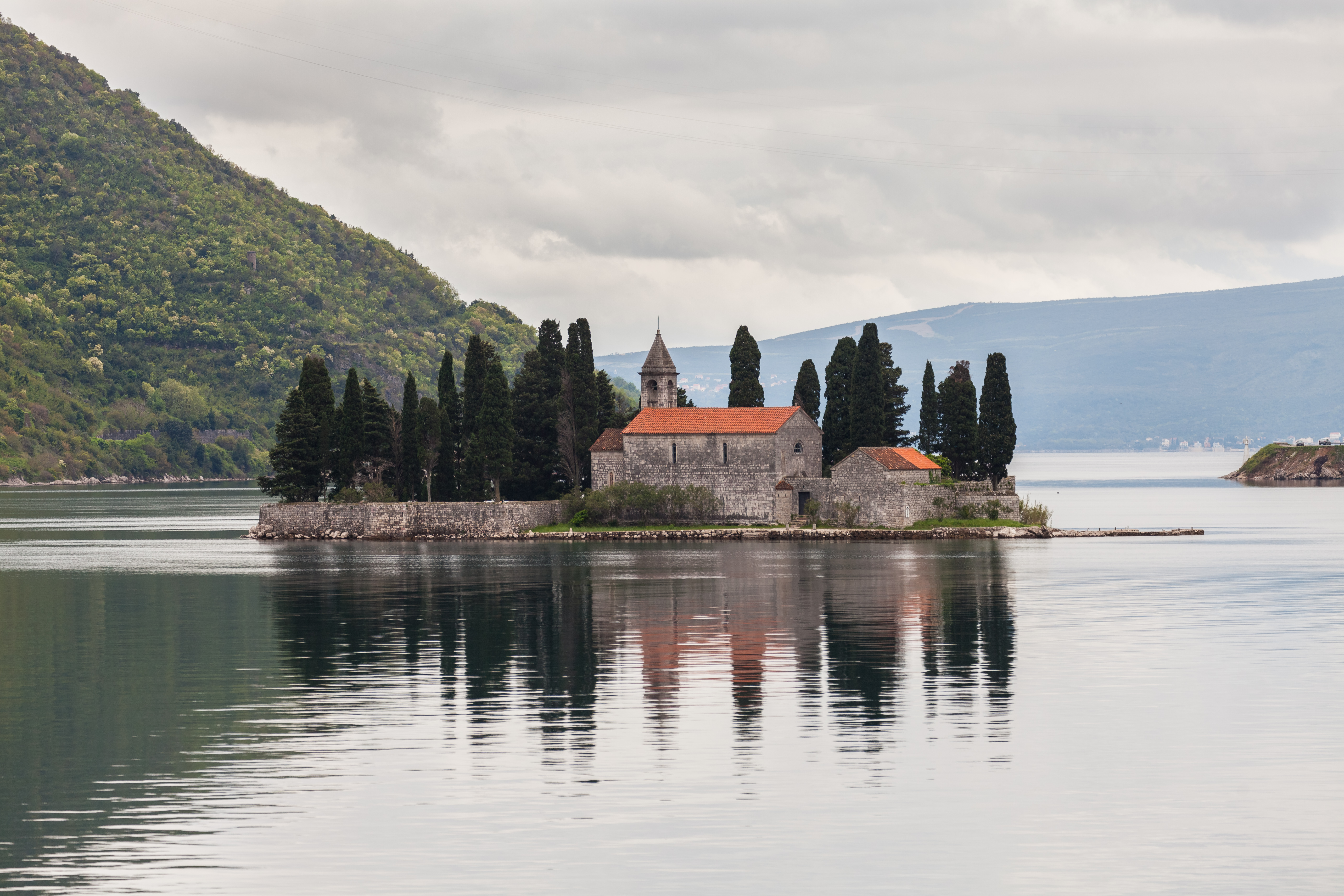
Monestir amb la sortida a l'Adriàtic al fons.
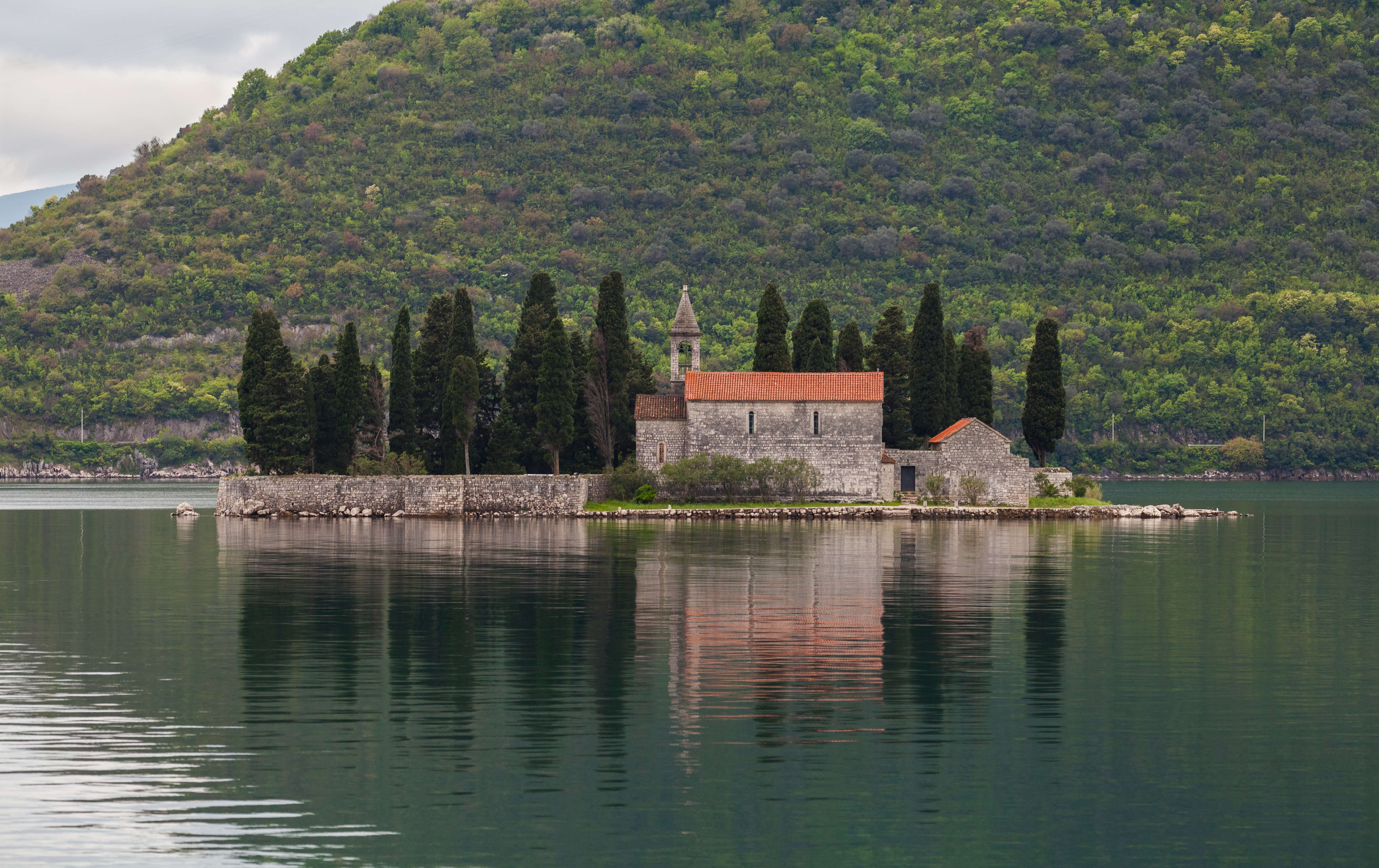
Vista des del nord.
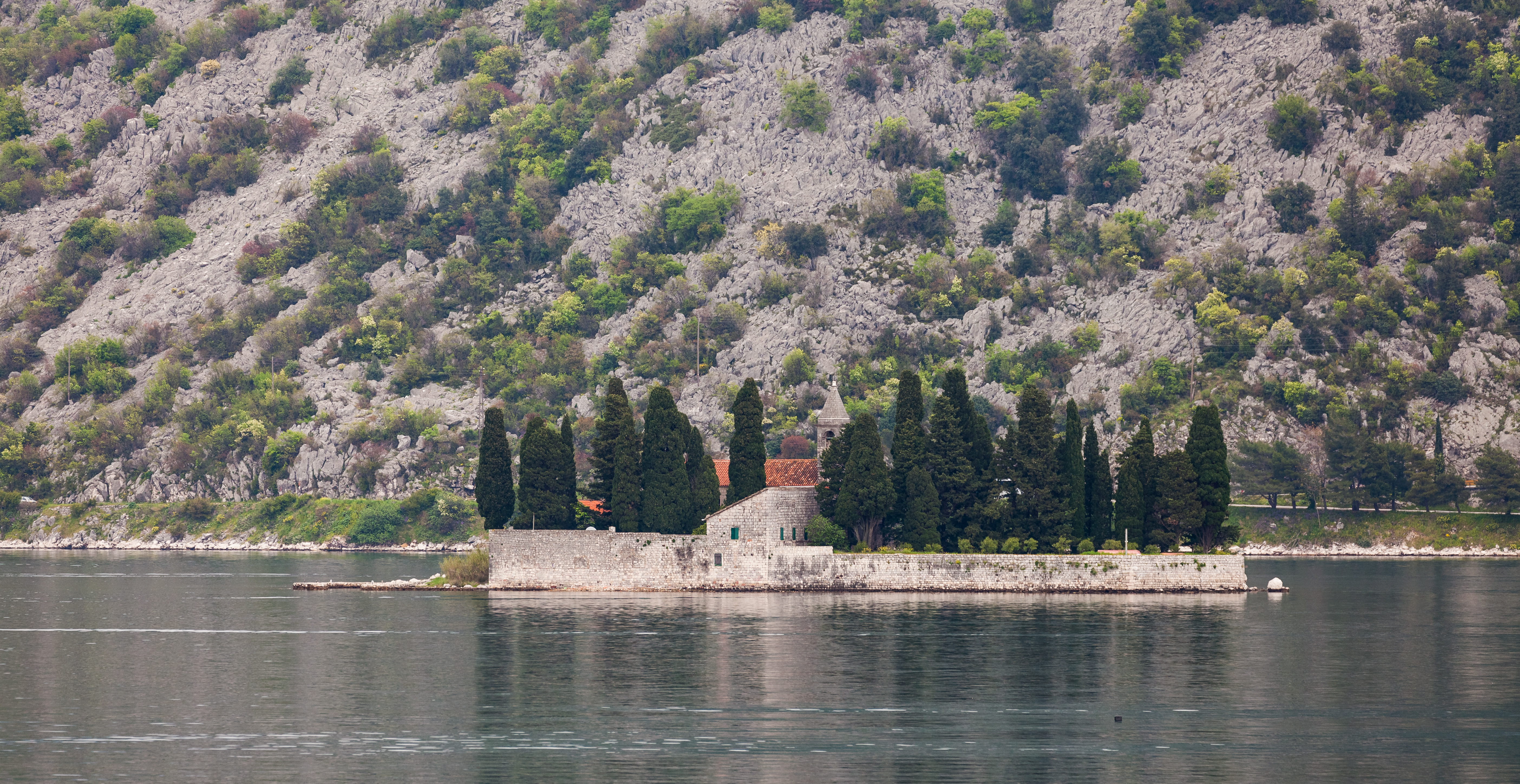
Vista des del sud.